# Saab 340 AEW&C
El Saab 340 AEW&C (acrónimo en inglés de Airborne Early Warning and Control, «alerta temprana y control aerotransportado»), es una conversión del avión comercial sueco Saab 340  para fines militares, con capacidad autónoma de vigilancia y control aéreo. El 340 AEW&C también se denomina como S 100B Argus en la Fuerza Aérea Sueca.

## Diseño
Es la versión militar del avión para transporte de pasajeros SAAB 340, construido inicialmente para uso civil; avión de peso medio, bimotor turbohélice diseñado para misiones de vigilancia como un avión radar tipo AWACS, con varias mejoras, la instalación del "Sistema de Control Activo de Ruidos" en cabina, tiene más volumen interno de carga y es un avión de vigilancia electrónica que utiliza el sistema de radar Erieye empleado por la Fuerza Aérea Sueca y la Real Fuerza Aérea Tailandesa.
Este avión militar puede transportar el sistema de Radar Plano Radar AESA de alta tecnología, que puede ser instalado sobre el fuselaje central de un avión de peso medio, para misiones de patrulla sobre el mar y ampliar, la capacidad de operación de aviones de combate; puede detectar múltiples objetivos enemigos, enviar la información a la Base de Comando en tierra, para enviar a los aviones de interdicción aérea, combate aéreo y ataque naval, la posición de los aviones enemigos.
Puede detectar el ataque de misiles, barcos, helicópteros y aviones de combate enemigos, para extender el área de operación del "Ala de combate", al tener mayor capacidad para detectar objetivos enemigos a más de 300 kilómetros de distancia, superando la capacidad de rastreo de los radares equipados en los aviones de combate convencionales, en el radomo delantero de la nave, que son de menor tamaño, alcance y capacidad, pueda producir numerosos "sub-haces" y detectar, un número mayor de objetivos enemigos; los transmisores de estado sólido de esta nueva generación de radares, instalados a los costados de un panel plano y aerodinámico, sobre el fuselaje central del avión, son capaces de transmitir con eficacia, en una gama mucho más amplia de frecuencias, con la capacidad para cambiar su frecuencia de funcionamiento, con cada pulso enviado por el radar, para que su señal de radar no pueda ser detectada por el enemigo.
También pueden producir rayos, que consisten en muchas frecuencias diferentes a la vez, para tener la capacidad de formar múltiples haces, para escanear diferentes lugares en el cielo, sin necesidad de tener una base motorizada de dirección mecánica, para girar la antena convencional y poder rastrear, solo una parte del cielo con cada giro de la antena, como los radares convencionales de una generación anterior, y poder colaborar en las misiones de vigilancia marítima, lucha contra el narcotráfico, terrorismo, contrabando, migración ilegal y mantener la soberanía del mar territorial, en países que tengan territorios de ultra mar que necesiten defender.
Las ondas múltiples y las frecuencias de barrido, de este nuevo sistema de Radar AESA, crean múltiples dificultades, para la tradicional defensa de detectores de radar de los aviones de combate y barcos de guerra, para una baja probabilidad de intercepción de la señal emitida por este nuevo sistema de radar, porque el receptor de la señal de radar, tiene siempre una ventaja sobre el sistema de radar, en términos de alcance, siempre será capaz de detectar la señal de radar que trata de detectarlo "iluminarlo", mucho antes de que la estación de radar, pueda ver el objetivo del eco de radar, que retorna de la señal original de radar que envió primeramente, para operar como un avión ligero guía de batalla tipo Boeing E-3 Sentry.

## Variantes
Saab 340B AEW&C / S 100B Argus
Radar FSR-890 Erieye.
Saab 340B AEW&C-200 / S 100D Argus
Radar IS-340 Erieye.
Saab 340B AEW&C-300 / S 100D Argus
Radar ASC-890 Erieye.

## Operadores
Emiratos Árabes Unidos

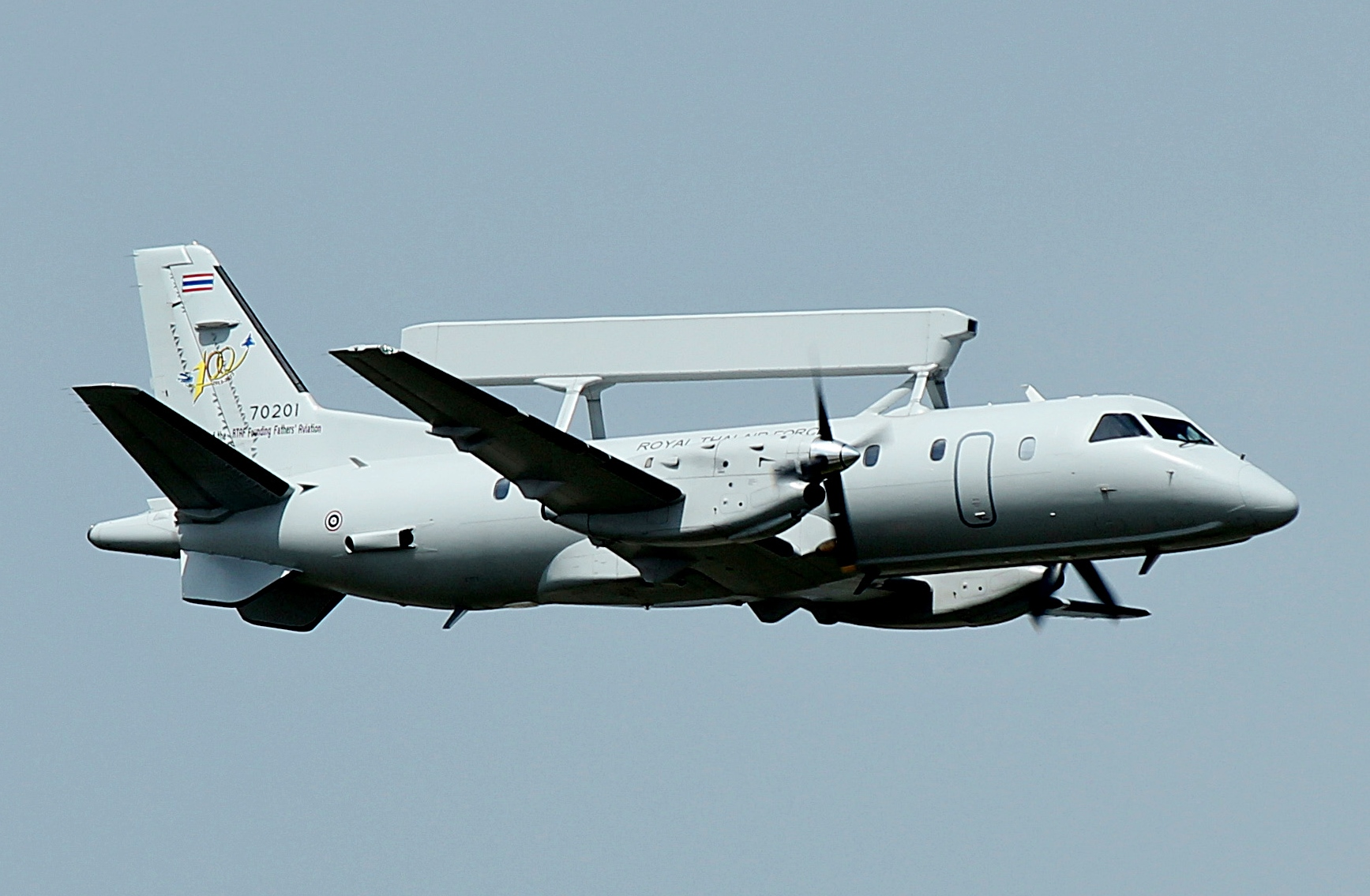
Saab 340 AEW&C de la Real Fuerza Aérea Tailandesa en vuelo.

- Fuerza Aérea de los Emiratos Árabes Unidos - 2 unidades.[2]

 Grecia
- Fuerza Aérea Griega Alquiló 2 aparatos hasta la llegada del Embraer 145 AEW&C[3]

 Suecia
- Fuerza Aérea Sueca

 Tailandia
- Fuerza Aérea Real Tailandesa - 2 unidades.[4][5]

## Especificaciones
Referencia datos: 

### Características generales
- Tripulación: 5
- Longitud: 20,57 m
- Envergadura: 21,44 m
- Altura: 6,97 m
- Peso cargado: 13.155 kg
- Planta motriz: 2× turbohélices General Electric CT7-9B.
  - Potencia: 1305 kW (1750 HP; 1774 CV) cada uno.
- Hélices: 1× cuatripala de paso variable (velocidad constante) Dowty Rotol o Hamilton Standard 14RF19 por motor.
- Diámetro de la hélice: 3,35 m

### Rendimiento
- Velocidad crucero (Vc): 300 km/h (186 MPH; 162 kt)
- Alcance: 7 horas
- Techo de vuelo: 7620 m (25 000 ft)
- Altitud de misión típica: entre 2.000 y 6.000 m

### Aviónica
- Sistema de radar de vigilancia Saab Electronic Defence Systems Erieye
  - Tipo de radar: radar activo de barrido electrónico (AESA) multimodo con identificador amigo-enemigo
  - Longitud de la unidad de antena de radar: 9 m
  - Peso de la unidad de antena de radar: 900 kg
  - Frecuencia del radar: De 2 a 4 GHz
  - Cobertura azimutal: 300° (150° a cada lado)
  - Alcance instrumental: 450 km
  - Alance de detección: 350 km (en entorno de guerra electrónica hostil)
  - Alcance contra aviones de caza: 250 km

### Desarrollos relacionados
- Saab 340

### Aeronaves similares
- CASA C-295 AEW
- Embraer 145 AEW&C
- Boeing 737 AEW&C
- Saab 2000 AEW&C